# 湯浅貞太郎
湯浅 貞太郎（湯淺、ゆあさ さだたろう、1850年3月30日（嘉永3年2月17日）- 1911年（明治44年）8月16日）は、日本の政治家。衆議院議員、徳島県勝浦郡小松島町長。

## 経歴
阿波国勝浦郡田野村（現徳島県小松島市田野町）で、庄屋湯浅家・4代佐平次の長男として生まれる。私塾で学び、漢学、剣術、馬術を修めた。
徳島藩主蜂須賀家の家債整理について尽力した。1870年4月（明治3年3月）勝浦郡四番里長に就任し、以後、同郡第二小区用係、学校世話係、地租改正委員総代を歴任。徳島県が高知県に属していた1879年（明治12年）1月から名東郡、勝浦郡各書記を務めた。
1882年（明治15年）に結成された立憲改進党に参加。同年6月、徳島県会議員に当選した。1889年（明治22年）小松島村が村制施行し村会議員に選ばれ兵務世話役を務めた。1890年（明治23年）2月、県会議員を退任した。1891年（明治24年）12月25日、小松島村長に就任し1894年（明治27年）2月20日まで在任。同年3月、第3回衆議院議員総選挙に徳島県第一区から出馬して当選し、次の第4回総選挙でも当選し、自由党に所属して衆議院議員を2期務めた。1895年（明治28年）に小松島村会議員に再選され1898年（明治31年）まで在任した。
1898年（明治31年）10月18日に小松島村長に再就任し、1908年（明治41年）11月に小松島村が町制施行して同町長となり1909年（明治42年）3月15日まで在任した。この間、小松島港修築の実現に尽力した。また、小松島村会議員を1901年（明治34年）から1904年（明治37年）までと、1907年（明治40年）から務め、1908年、町制施行により町会議員となり1910年（明治43年）まで在任した。
その他、阿波国共同汽船副社長、大日本教育会勝浦郡会理事、勝浦郡教育会長、所得税調査委員などを務めた。